# Андроник I Комнин
Андроник I Комнин (греч. Ἀνδρόνικος Α' Κομνηνός), (1118 — 12 сентября 1185) — византийский император, последний представитель династии Комнинов на константинопольском престоле. Предок династии Великих Комнинов, правившей в Трапезунде.
За свою бурную жизнь, похожую на приключенческий роман, Андроник успел сменить множество обличий: врага империи, тюремного узника, политического эмигранта, любимца столичного населения, противника «латинян» и сторонника простого народа. Будучи сильным и храбрым человеком, он был весьма красив и отличался осмотрительностью и хитростью. Являясь племянником Иоанна II и внуком Алексея I и имея со времён своего отца обоснованные права на престол, Андроник в итоге смог воплотить собственные мечты о власти в реальность.
После смерти двоюродного брата, императора Мануила I, Андроник стал регентом при его наследнике Алексее II. В дальнейшем он захватил власть, сначала убив вдову императора — Марию Антиохийскую, а затем и их единственного сына. Начало царствования Андроника было ознаменовано долгожданными реформами, но в итоге он превратил свою страну в царство террора. Внутренние неурядицы привлекли норманнов, после чего жители Константинополя свергли правителя, передав престол его политическому противнику — Исааку II Ангелу. Тот отдал Андроника на волю толпы, предавшей его мучительной смерти. С этого момента в Византии начался процесс упадка, окончившийся захватом Константинополя в 1204 году участниками четвёртого крестового похода и распадом империи.

## Детство

### Семья

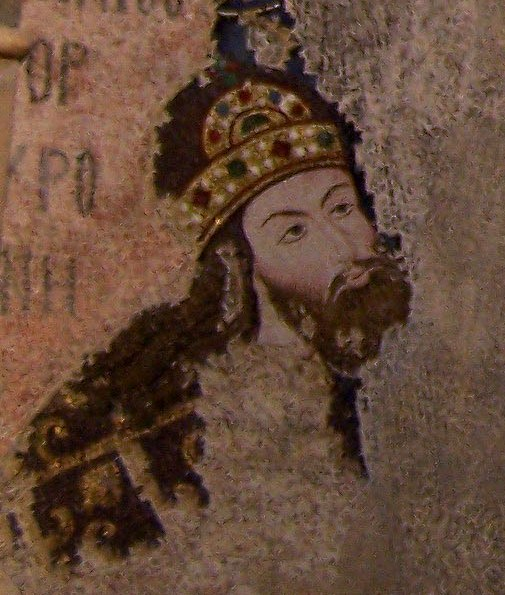
Отец Андроника — Исаак Комнин

Отцом Андроника был Исаак Комнин, сын византийского императора Алексея, а матерью: по одной версии — Ирина, дочь звенигородского и перемышльского князя Володаря Ростиславовича, по другой — Катерина, дочь грузинского царя Давида IV.
Алексей ещё при жизни видел своим наследником только младшего сына Иоанна, и после смерти отца Исаак оказал в этом большую поддержку брату. Но для этого им пришлось преодолеть сопротивление собственной матери Ирины Дукины, сестры Анны Комнины и её супруга Никифора Вриенния. Спустя пять лет Иоанн даровал своему старшему брату титул севастократора.
Однако Исаак после 1122 года попытался захватить власть в столице, когда император был в походе. Переворот не удался, и заговорщику пришлось покинуть Византию вместе с сыном Иоанном. Их с радостью приняли в Конийском султанате, где они попытались создать коалицию против базилевса. Однако его военные успехи и нехватка денежных средств свели их планы на нет, и диссиденты вернулись в Константинополь.
Позже Исаак дважды неудачно пытался захватить престол: сначала у Иоанна II, а затем и у его сына Мануила. После этого он занялся благотворительностью и меценатством. Сын Иоанн перед одним из сражений с сельджуками рассорился с императором и переметнулся к врагу. Позже он принял ислам и женился на дочери конийского султана Масуда I.

### Воспитание
И когда Андроника упрекали за эту незаконную связь, он в оправдание всегда ссылался на подражание своим родным и шутя говорил, что подданные любят подражать государю и что люди одной и той же крови всегда как-то бывают похожи одни на других. Этим он намекал на своего двоюродного брата, царя Мануила, который был подвержен подобной же или ещё и худшей страсти, потому что тот жил с дочерью своего родного брата, а Андроник — с дочерью двоюродного.
Андроник воспитывался у своего дяди — Иоанна II — в Вуколеонском дворце, где рос вместе с его детьми, среди которых был и Мануил. Их обучали грамматике, риторике, тривиуму (чтение классических авторов), геометрии, арифметике, музыке и астрономии (на основе астрологической науки). Уже тогда между Андроником и Мануилом было негласное соперничество, хотя последний относился к своему родственнику с любовью.
Андроник конфликтовал с племянником Мануила — Иоанном, который был удостоен титулов протосеваста и протовестиария из-за потери глаза на турнире. После этого назначения отношения между родственниками ухудшились. В отместку Андроник открыто сожительствовал с сестрой Иоанна — Евдокией, в то время как Мануил — с её сестрой Феодорой.

## На службе империи
В 1143 году согласно посмертной воле Иоанна II Мануил стал императором. В 1145—1146 годах он возглавил военный поход против сельджуков, в котором участвовал и Андроник. Там последний был пленён турками, но позже возвратился на родину.
В 1151 году Андроника отправили во главе войск в Киликию, где местный правитель Торос II начал возвращать крепости, захваченные при Иоанне II. Ромеи окружили армянского князя в городе Мопсуестия. Однако во время осады Комнин был больше занят собственным досугом и безответственно относился к своим обязанностям. Вылазка гарнизона застала византийцев врасплох, и блокада была прорвана. Сам Андроник бежал сперва в Антиохию, а потом возвратился в Константинополь. Мануил отругал своего родственника, но позже простил и в 1154 году назначил наместником фем Ниш и Браничево, к которым была присоединена область Белград.
Однако у нового наместника были свои планы. Андроник предложил венгерскому королю Гезе II свои фемы в обмен на военную помощь в завоевании ромейского престола. Сам он должен был убить Мануила на совещании в императорском дворце, а его союзник одновременно напасть на Византию. Однако император уже знал об этом заговоре от своих соглядатаев, и, хотя снова простил родственника, Мануил уже с подозрением стал относиться к нему. Во время похода в Пелагонею Андроник дважды хотел убить Мануила, но оба раза его попытки были сорваны. В итоге базилевсу надоели постоянные интриги своего кузена, и в начале 1154 года он повелел посадить того в тюрьму при Большом дворце.

## Аресты и побеги
Отсидев четыре года, Андроник обнаружил в полу своей камеры проём, ведущий к подземному ходу. Он спрятался там, после чего заложил проём кирпичами. Стража, обнаружив отсутствие узника, подняла тревогу по всему Константинополю, а его жену посадили в ту же камеру. Там супруги и встретились, и в итоге успели зачать сына Иоанна. После «побега» камеру с женой Андроника охраняли менее усиленно, и он этим воспользовался. Оказавшись на свободе, Комнин решил бежать к сельджукам, но был пойман во фракийском городе Мелангия. Оттуда он был этапирован в кандалах назад в столицу, где его поместили в ещё большую тюрьму.
Однажды, поднявшись в темноте, он воткнул в землю палку, на которую опирался в дороге, как человек больной, надел на неё хламиду, наложил сверху шляпу и, таким образом сделав нечто похожее на человека, присевшего для отправления естественной нужды, предоставил стражам наблюдать вместо себя за этим чучелом, а сам, тайно пробравшись в росший там лес, полетел, как серна, освободившаяся от тенет, или птица, вырвавшаяся из западни.
Во второй раз Андроник сымитировал болезнь, и ему предоставили молодого слугу. Вскоре тот по требованию узника сделал восковой слепок ключа от тюремных ворот. Предмет был отдан сыну Андроника Мануилу и его жене, которые передали готовые ключи через амфору с вином, в которую также положили и льняной шнур. Вечером узник с помощью слуги спокойно выбрался из своей камеры, после чего два дня прятался в траве Вуколеонского дворца. После этого Андроник смог попасть в лодку, где его ожидал верный слуга Хризохопул. Едва отплыв, беглецы были обнаружены стражей. Но здесь Андроник смог обхитрить их, прикинувшись бежавшим рабом.

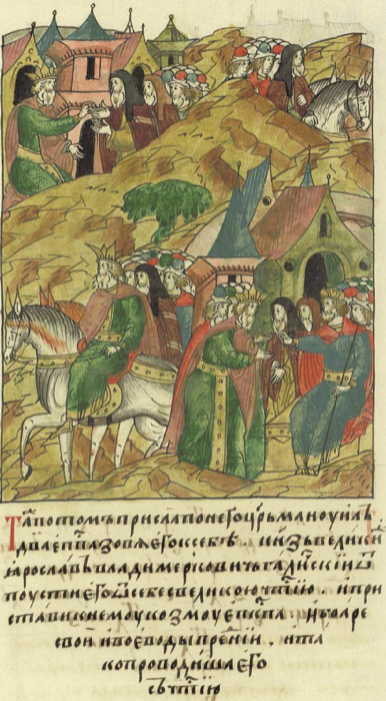
Андроник I Комнин уезжает от Ярослава Осмомысла

Покинув Константинополь в 1164 году, Комнин решил отправиться в Галицию, но на самой границе был пойман валахами. Они решили сопроводить его назад, но и тут Андроник смог обхитрить своих соперников. Изобразив, что страдает от расстройства желудка, он смог ослабить внимание спутников и убежал от них.
Правивший Галицким княжеством Ярослав Осмомысл благосклонно принял гостя, даровав ему в управление несколько городов. Ромей жил в княжеском дворце, охотился вместе с его хозяином на диких животных, попутно принимая участие в заседаниях княжеского совета. Там Андроник получил прозвище Полифрон, сходное по смыслу с тем, что носил сам галицкий князь, так как они оба отличались осмотрительностью и острым умом. В 1165 году империя вела войну с Венгерским королевством, и Мануил отправил к князю делегацию, которой удалось уговорить беглеца вернуться домой вместе с отрядом местной конницы.
Андроник храбро сражался и отличился при осаде Земуна, где командовал осадными машинами. После победы в 1168 году Комнины возвратились в Константинополь. У Мануила не было наследника, и он решил сделать таковым венгерского принца Белу III, женив его на собственной дочери Марии и тем самым объединив два государства. Весь двор поддержал эту идею, за исключением Андроника. Он считал, что новая жена базилевса — Мария Антиохийская — может родить наследника, и тогда клятва Беле будет незаконной. Кроме этого, женихом должен быть только византиец.

## В изгнании

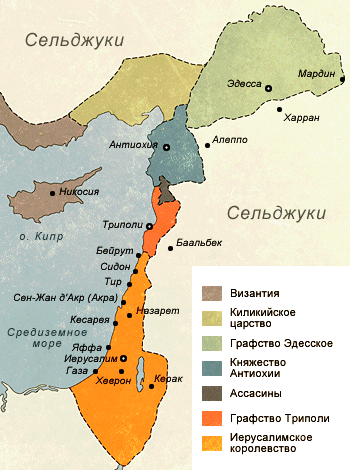
Государства крестоносцев на Ближнем Востоке в 1140 году

Базилевс быстро нашёл применение своему родственнику, назначив его наместником в Киликию. Бывший правитель этой территории — Алексей Аксух — не смог навести там порядок, так как Торос вновь начал мятеж. Комнину для выполнения поставленной задачи передали доходы от Кипра. В 1165 году Андроник во главе византийских войск схлестнулся с армянским князем. Победа досталась Торосу, чьи небольшие отряды смогли одолеть войско наместника. Однако Андроник смог вознаградить себя за это поражение, одолев князя в личной схватке, хотя доспехи не позволили ромею убить его.
Спасаясь от гнева своего двоюродного брата, Андроник решил остановиться в Антиохийском княжестве. Там он влюбился в дочь бывшей правительницы Констанции — Филиппу. По византийским церковным понятиям их отношения были расценены как кровосмешение (сестрой Филиппы была Мария Антиохийская — жена императора Мануила). Таким образом, Комнину пришлось покинуть и эту страну, являвшуюся к тому же вассалом Византии.
Перебравшись в Иерусалимское королевство, изгнанник был радостно встречен правителем Амори I, даровавшим ему город Бейрут. Там он очаровал вдову Балдуина III — Феодору, являвшуюся племянницей Мануила. Девушке было двадцать лет, когда они поженились. Этим шагом Андроник окончательно разозлил базилевса. Он потребовал от крестоносцев арестовать кузена и ослепить его. Но Феодоре удалось предупредить своего мужа, и в конце 1168 года они вместе с детьми покинули Палестину.
Следующие несколько лет они провели при дворах Дамаска и Багдада, после чего оказались в Грузинском царстве. В 1176 году Андроник поселился у правителя Халдии эмира Салтуха. Тот даровал беженцам замок Колонея, находившийся на границе с Византией. Оттуда Андроник начал проводить набеги на соседние провинции, за что был отлучён константинопольским патриархом. Правитель Трапезунда — Никифор Палеолог — в итоге собрал войско и пленил семью мародёра.
Андроник сразу отправил к императору делегацию с просьбой простить его, после чего появился сам. С цепью на шее он плакал и умолял своего родственника о прощении. Мануил согласился на это после того, как Андроник поклялся в верности его сыну — Алексею, после чего отправил наместником в Пафлагонию.

## Обретение престола

### Столичное противостояние

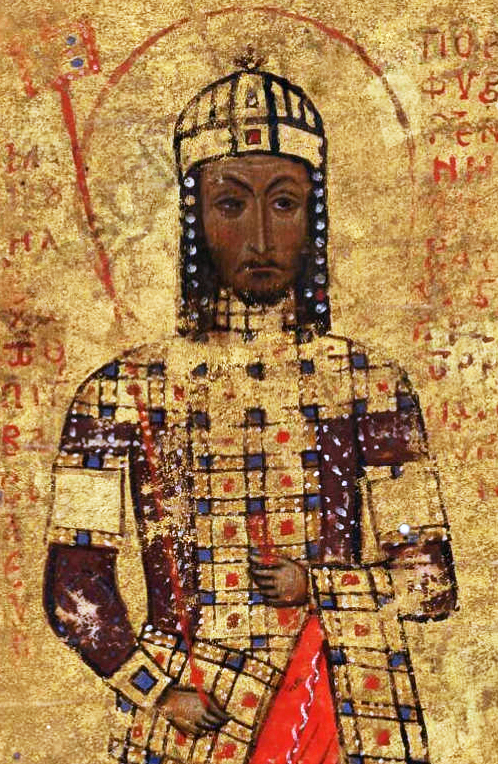
Мануил Комнин, чья смерть положила начало борьбе за власть в империи

В марте 1180 года базилевс заболел, а 24 сентября умер. Наследником Мануила являлся его несовершеннолетний сын Алексей, который был занят охотой и играми со своими друзьями. Следствием этого стала борьба за место регента.
Всё это вылилось в противостояние двух партий: латинской и патриотической. Первую возглавляли вдова императора — Мария Антиохийская — и её любовник — протосеваст Алексей Комнин, приходившийся покойному племянником. Они продолжали ориентироваться на запад и опирались на довольно значительную латинскую общину в Константинополе. Участники второй группировки отрицательно относились к протосевасту и Марии, опасаясь за жизнь юного императора. В состав партии входили представители императорской семьи и знати, а также духовенство.

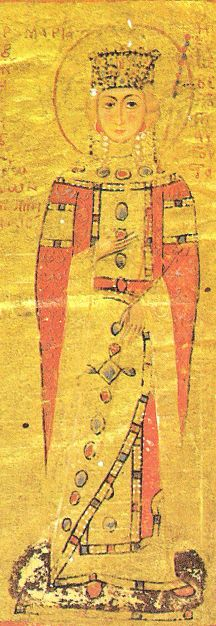
Мария Антиохийская, опиравшаяся на латинскую общину столицы

Андроник выступал против латинян, и его сыновья — Иоанн и Мануил — участвовали в подготовке заговора против протосеваста, который разработали дочь Мануила Комнина — Мария Порфирородная — и её муж Ренье Монферратский. По их плану, наёмные убийцы должны были убить его во время церковной службы в городе Вафи-Риак в честь праздника святого воина Феодора Тирона. Но заговор был раскрыт, и любовник Марии Антиохийской организовал судебное заседание. Оно приговорило детей Андроника к тюремному сроку, часть обвиняемых была казнена или отпущена на свободу. Царевна Мария вместе с мужем укрылась в соборе Святой Софии, их защищали патриарх и толпа. В столице из-за этого начались крупные беспорядки, толпа начала грабить дома крупных сановников, и Алексею II пришлось направить против мародёров собственные войска, которым удалось справиться с ними в мае.
Получив эти данные, Андроник Комнин весной 1182 года выступил из Пафлагонии. Он получил поддержку сельских жителей, стратиотов и провинциальной знати, считавших его избавителем от засилья латинян. На стороне Комнина выступила Никомедия, жители Тарса и Синопа. Протосеваста поддержали лишь Никея, где правил его брат — Иоанн Дука, а также наместник Фракии Иоанн Комнин Ватац.
Против смутьяна были направлены императорские войска под командованием Андроника Дуки Ангела, который потратил на себя деньги, выданные на содержание армии. В битве при Хараксе пафлагонцы разбили его войско, а он сам вместе с шестью сыновьями перешёл на сторону тёзки, который приветствовал их цитатой из Евангелия: «Се, Я посылаю Ангела Моего пред лицом Твоим, который приготовит путь Твой пред Тобою».
Протосеваст Алексей Комнин решил защищать столицу с помощью флота под командованием великого дуки Андроника Контостефана, и параллельно направил к Андронику с предложением мира Георгия Ксифилина. Однако посол поддержал мятежника и убедил его не соглашаться на подарки и увещевания. Константинопольская знать начала переходить на сторону пафлагонца, к ним присоединился и Контостефан.

### Латинский погром

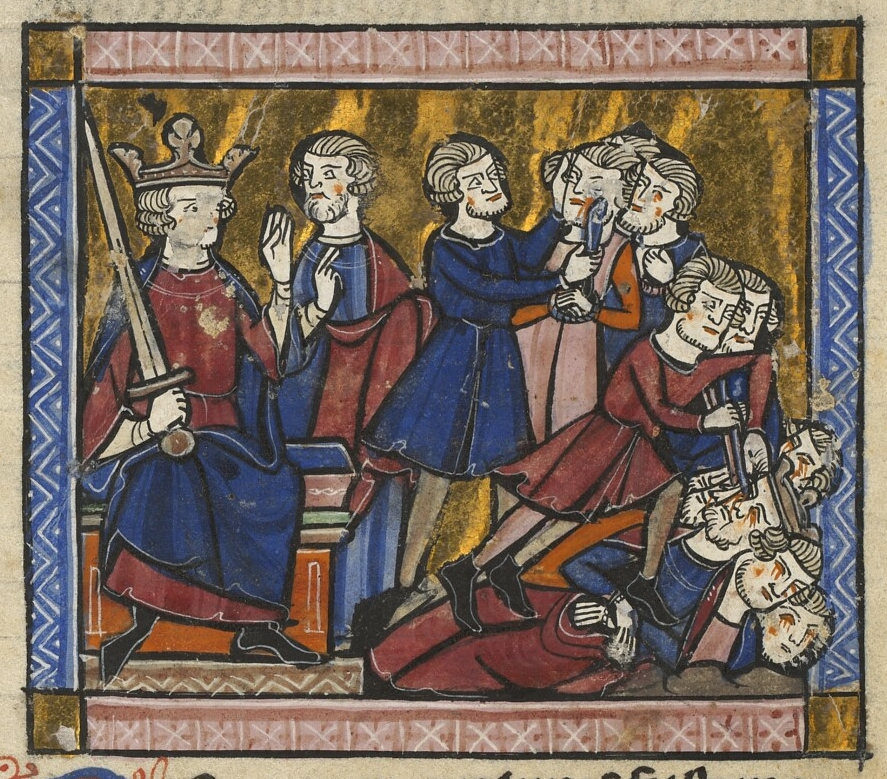
Ослепление протосеваста Алексея Комнина

Люди Андроника начали распространять среди жителей столицы слухи о том, что Мария Антиохийская вместе со своим любовником предала Византию, и в обмен на военную помощь латинян готова отдать им столицу. 2 мая 1181 года варяжская гвардия схватила протосеваста и спустя несколько дней отдала его Комнину, который ослепил соперника.
В столице начались нападения на итальянских купцов, священников и членов их семей, которых было более 60 000. Одновременно плебс начал грабить дома иностранцев, не пожалев даже иоаннитскую богадельню. Воспользовавшись беспорядками, пафлагонцы начали вступать в Константинополь. В итоге было убито несколько десятков тысяч европейцев, а 4000 из них были проданы в рабство сельджукам. Лишь немногие бежали на корабли и позже нападали на прибрежные территории и острова Эгейского моря, принадлежавшие Византии.
Таким образом в 1182 году в ходе переворота, приведшего на трон Андроника I, греками была полностью уничтожена более чем 60-тысячная колония «латинян» на берегу Золотого Рога (в основном генуэзцев и пизанцев) — Копарион.
Неприязнь жителей Константинополя по отношению к западным купцам (зачастую работорговцам) была вызвана завистью к их богатству. Император Мануил I проводил прозападную политику и дал иностранцам большие привилегии: купцы не облагались налогами, а это наносило серьёзный удар по местному производству.

### Регентство

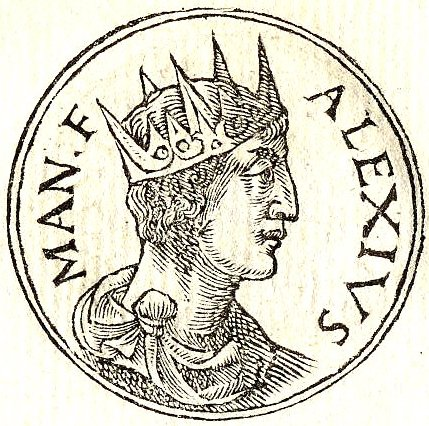
Алексей II Комнин, собственноручно подписавший смертный приговор своей матери

Вступив в столицу, Андроник сразу присягнул в качестве регента на верность малолетнему императору Алексею II, который вместе с матерью переехал в Манганский дворец в пригороде столицы Филопатионе. Андроник же со своими слугами занял Влахернский дворец.
Затем регент отправился в монастырь Пантократора, где был похоронен император Мануил. Увидев могилу двоюродного брата, он заплакал на глазах своих спутников. Согласно Никите Хониату, оставшись один, Андроник начал тихо говорить, обращаясь к покойному:
Теперь в моей ты власти, мой гонитель и виновник моего долгого скитальничества, из-за которого я сделался почти всемирным посмешищем и в нищете обошел все страны, какие обтекает солнце на своей колеснице. Ты, заключённый, как в безвыходной тюрьме, в этом камне с семью вершинами, будешь спать непробудным сном, пока не раздастся звук последней трубы; а я, как лев, напавший на богатую добычу, вступив в этот семихолмный и великолепный город, буду мстить твоему роду и заплачу ему жестоким возмездием за все зло, какое перенёс от тебя
После этого регент начал борьбу с представителями родовитой знати, от которых он больше всего и ожидал измены. Сначала были отравлены Мария Порфирородная и Рене Монферратский. Часть аристократов была отправлена в ссылку, другая — ослеплена, при этом члены одной семьи нередко доносили друг на друга. Освобождённые должности доставались лишь сторонникам Андроника. В этих гонениях выделились несколько человек, ставших в дальнейшем его свитой: Константин Патрир, Михаил Хаплухер, Стефан Агиахристофорит, Константин Трипсих (командир личной гвардии Андроника), евнух Птеригионит и Феодор Дадибрин, командовавший ликторами.
Когда тело покойника принесли к Андронику, он толкнул его ногой в бок и обругал его родителей, назвав отца клятвопреступником и обидчиком, а мать бесстыдной и всем известной кокеткой; потом иглой прокололи ему ухо, продели нитку, прилепили к ней воск и приложили печать, которая была на перстне Андроника. Затем приказано было отрубить голову и тотчас принести к Андронику, а остальное тело бросить в воду. Когда приказание было исполнено, голову тайно бросили в так называемый катават, а тело, закупоренное в свинцовом ящике, опустили на дно моря.
В конце года настала очередь Марии Антиохийской, ненавидевшей Андроника. Согласно распускаемым слухам, она подстрекала венгерского короля Белу III начать военные действия против империи. Суд был весьма скор: бывшую императрицу заточили в монастырь святого Диомеда, где держали впроголодь. Лишь спустя несколько дней, когда Андроник уговорил Алексея подписать смертный приговор, она была задушена в присутствии Трипсиха.
За это время Андроник успел сместить патриарха Феодосия, противившегося женитьбе внебрачного отпрыска покойного императора Мануила — Алексея на дочери регента Ирине. Церковь считала их родственниками, и Феодосий демонстративно отправился на остров Теребинт. В его отсутствие был избран новый патриарх — Василий Каматир, согласившийся обвенчать новобрачных.
В сентябре 1183 года Андроник был провозглашён соправителем в Михайловском дворце Константинополя, при этом толпа с радостью взирала на это действо. Спустя несколько дней на заседании Совета было решено избавиться от Алексея, сторонники регента упоминали стих Гомера: «Многовластие нехорошо, пусть правит один император». Трипсих и Дадибрин убили юного императора, задушив тетивой от лука. После этого Андроник женился на его вдове — одиннадцатилетней французской принцессе Анне.

## Правление

### Внутренняя политика

#### Реформы
Ты, любящий истину герольд вранья, мой глупый Синезий, и ты, овощеводческий Лукан, до моих ушей дошло, что вы в моей империи творите насилие и проявляете непокорность: или вы прекратите это, или вы прекратите жить. Потому что проявлять непокорность и одновременно жить - такое не нравится Богу, и Его слуга не может этого допускать.
От императора Мануила новому правителю досталась экономика, измотанная войнами и борьбой с иностранными купцами. В то же время династия Комнинов прославилась раздачей должностей и земель крупной знати, которая стала настоящим бичом для простых жителей Византии.
В декабре 1182 года, будучи регентом при Алексее, Андроник издал хрисовул, по которому передача императорских земель была разрешена не только сенаторам и военным. Таким образом, правительство пыталось отказаться от системы проний, носивших временный характер. Теперь же, когда земля стала передаваться в наследственное пользование, у собственника не было причин злоупотреблять полученной властью, чтобы быстрее получить доход.

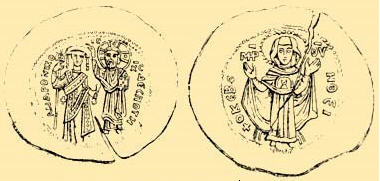
Монеты времён правления Андроника Комнина

Андроник возродил должность претора, которым теперь становились представители знати. Они направлялись в провинции и находились на государственном обеспечении, получая большое жалование. Этим шагом правительство снизило коррупцию, от которой страдало местное население, при прежних императорах обеспечивавшее чиновника. Следствием этого стало развитие сельского хозяйства, а также рост денежных поступлений в казну. С проворовавшимися казнокрадами Андроник обходился весьма сурово, и для начала судебного процесса было достаточно наличие жалоб от местного населения.
Попутно базилевс отменил «береговое право», по которому потерпевшие кораблекрушение суда становились добычей прибрежного населения. Согласно его воле, наместники получили указания вешать пиратов и мародёров, попавших в руки правосудия. Этим поступком Андроник достиг двух целей: дал дополнительный импульс торговле и улучшил отношения с иностранными купцами, которые были разозлены резнёй латинов.
Император решил урегулировать конфликт с венецианцами, пострадавшими во время беспорядков 1182 года. В октябре 1183 года он пообещал освободить граждан республики, которые были пленены во время правления Мануила, а также обязался ежегодно выплачивать компенсацию за убытки, полученные по итогам погрома. За всё своё правление базилевс выплатил 2,5 % от всей суммы. Но в то же время венецианцы не получили никаких льгот и привилегий, дарованных им предыдущими правителями.
Андроник много времени уделил и своему дому — Константинополю: при нём шло активное строительство новых домов, акведуков, фонтанов и портиков.

#### Мятежи

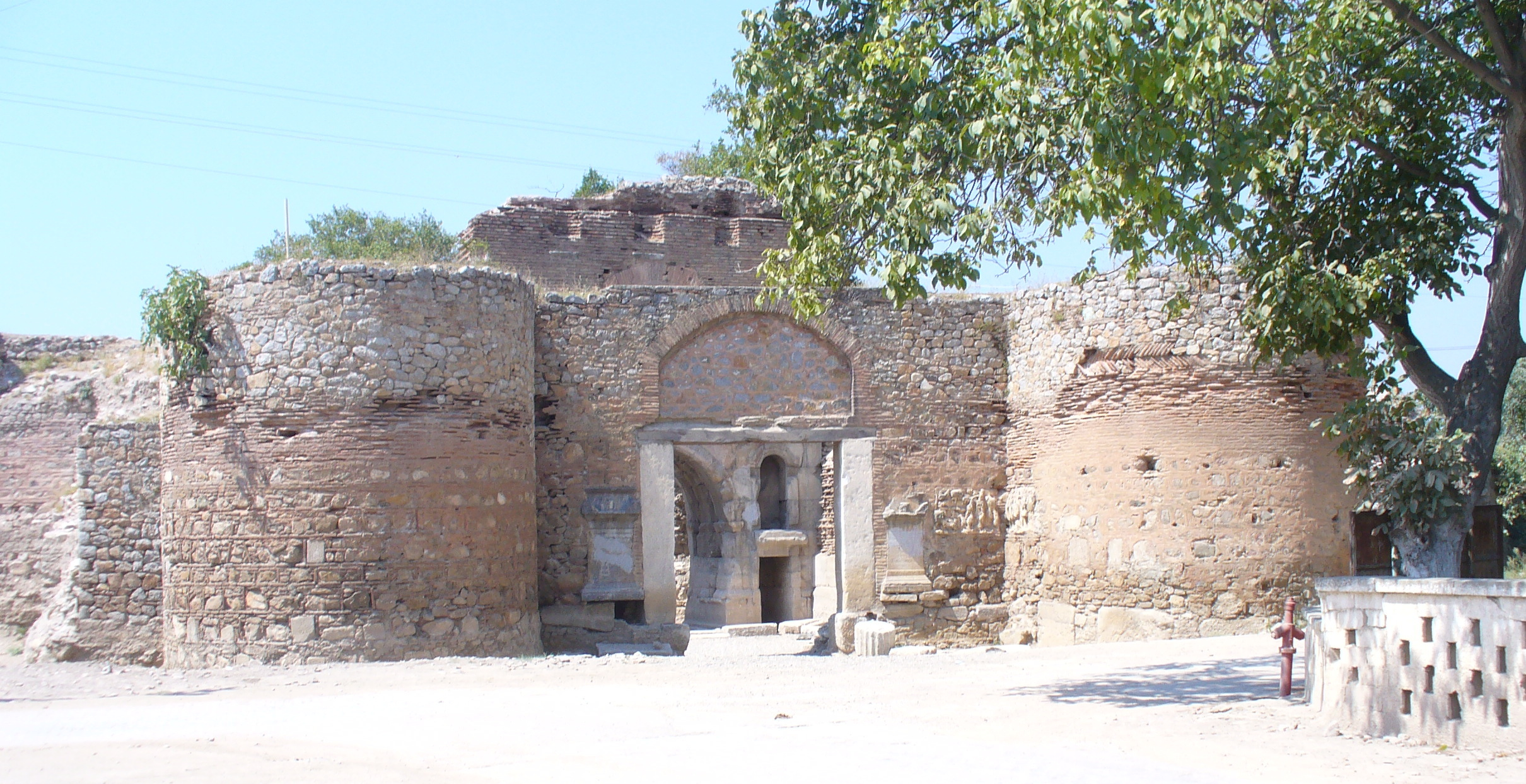
Западные ворота Никеи

Способы, благодаря которым Андроник пришёл к власти, а также его репрессии против аристократии, не могли не вызвать ответной реакции. Уже в июле 1182 года был раскрыт заговор, в который были вовлечены Андроник Контостефан, Константин Ангел и другие знатные придворные. Только Ангелу вместе с сыном удалось бежать, а Контостефан вместе с четырьмя сыновьями был ослеплён. В Филадельфии поднял восстание великий доместик Иоанн Комнин-Ватац, но внезапная смерть не позволила ему покончить с столичным террором.
В сентябре 1183 года Андроник Лаппард покинул западную границу и направил своих воинов в Малую Азию, где желал поднять людей против императора. Аналогично действовал Феодор Кантакузин, захвативший власть в городах Прусса и Лопадион. Позже Лаппард был схвачен и ослеплён в Константинополе, а на усмирение восточных провинций Андроник отправился со своим войском.
Сначала решили покончить с восставшей Никеей, где находились Исаак Ангел, Кантакузин, а также сельджукские воины. Из-за отсутствия осадных машин осада затянулась, и базилевс оригинальным методом решил ускорить взятие города — он приказал привязать к осадному тарану мать Исаака — Ефросинью. Осаждённым удалось освободить её, и вскоре Кантакузин повторил трюк времён борьбы Андроника с Торосом: Феодор сделал вылазку из города и чуть не убил императора, но был схвачен и казнён. После этого никейцы сдали город, и его жители были подвергнуты страшным казням: аристократов и сановников сбросили с городских стен, а турок — посадили на кол.
Затем настал черёд оставшихся городов. Жители Бруссы открыли ворота и выдали Андронику Феодора Ангела, Мануила Лахана и Льва Синезия, в обмен на что получили гарантии безопасности. Но Андроник не сдержал слова: город был разграблен, Ангел — ослеплён, а Лохан с 40 аристократами — повешен на деревьях. Та же участь постигла и Лопадион, и летом 1184 года имперские войска триумфально возвратились в столицу.
Но здесь базилевса настигли печальные известия: племянник Мануила I — Исаак Комнин, выкупленный Андроником из армянского плена, — отплатил своему спасителю чёрной неблагодарностью. Наняв на оставшиеся от выкупа деньги наёмников, он отплыл вместе с ними к Кипру. Там он сперва выдавал себя за царского чиновника, однако позже в 1184 году объявил себя деспотом Кипра и стал вести полностью независимую политику от Константинополя. В 1185 году он назначил своего патриарха, который короновал его как императора Кипра. Исаак остался в памяти островитян жестоким человеком, превзошедшим в зверствах своего константинопольского родственника.

### Внешняя политика

Сербия в 1184 году

Царствование династии Комнинов было ознаменовано многочисленными войнами с соседними государствами и народами: Антиохийским княжеством, Венгерским королевством, Конийским султанатом, Сицилийским королевством, печенегами и половцами. В ходе этих войн империи удалось возвратить часть исконных земель, и соседи поджидали удачного случая, чтобы поживиться её богатствами.

#### Балканские конфликты
В 1181 году Бела III, в своё время поклявшийся не воевать с Мануилом, возвратил себе Далмацию и значительную часть Хорватии, а с приходом к власти Андроника — вторгся в Сербию, где захватил Белград, Браничево и Ниш с помощью сербского жупана Стефана Немани. Последний также решил поживиться за счёт империи и успел занять ряд городов в Западной Болгарии: Вельбуж, Земун, Стог, а также крепости Скопье и Лешки. Византийские войска под командованием Алексея Враны и Андроника Лаппарда отступили на Дунай. Лишь осенью 1184 года союзники прекратили активные боевые действия.

#### Сицилийская угроза
Сицилийские правители имели претензии к Византии уже более 100 лет: ещё Робер Гвискар обладал опредёлёнными правами на имперский престол, а ромейские базилевсы рассматривали Южную Италию вместе с Сицилией как собственную вотчину.

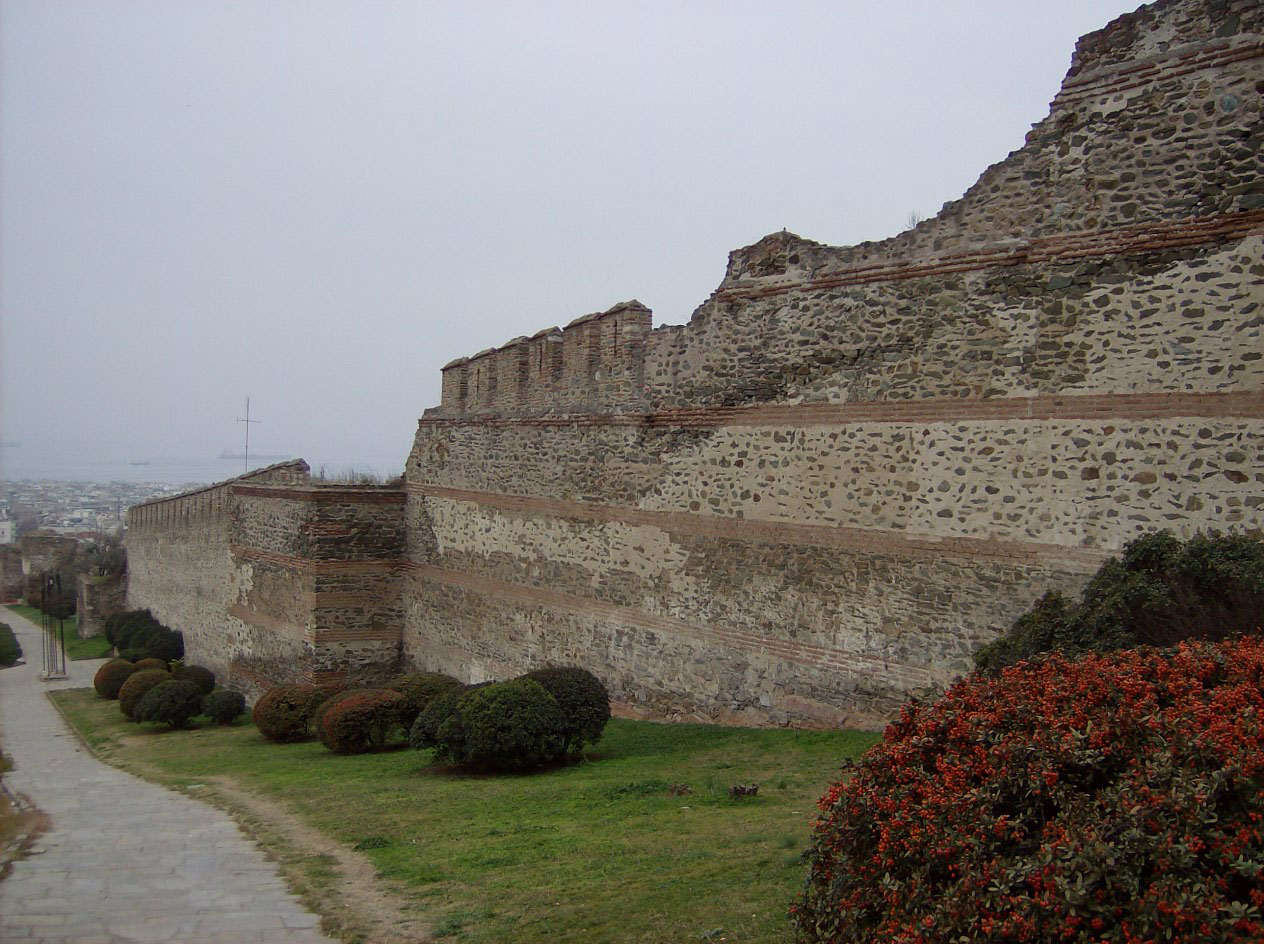
Стены Фессалоник времён Византии

К норманнам бежала часть столичной аристократии, среди них был и внук Мануила — Алексей Комнин. Византийцам удалось убедить короля Вильгельма в слабости имперской власти, и он выступил в поддержку прав Алексея на престол. В августе 1185 года 80 000 воинов при поддержке 200 кораблей осадили Диррахий, который спустя несколько дней был взят. Оттуда норманны направились прямо ко второму городу империи — Фессалоникам, осада которых стартовала 6 августа с моря и суши.
Обороной командовал родственник Андроника — Давид Комнин, который посылал в столицу ложные данные о ситуации в городе. Местные жители особо не горели желанием быть опорой нынешнего императора, подкупленные германские наёмники открыли западные ворота, и 15 августа Фессалоники были захвачены. Норманны очень жестоко обошлись с местным населением, не пожалели женщин и детей, а также не побоялись грабить храмы. После захвата города войска интервентов разделились на три части, одна из которых составила гарнизон, а две другие занялись мародёрством в его окрестностях.
Потеря города ожесточила базилевса, который отправил Давида в темницу, а для исправления ситуации направил к Фессалоникам сразу пять армий: под командованием своего сына — Иоанна, Феодора Хумна, Андроника Палеолога, евнуха Никифора и Алексея Враны. Однако командиры не решались вступать в бой с противником, засевшим в городе, а воины Хумна: «не вынесли и одного вида неприятельских шлемов, показали тыл и без оглядки бежали». Для защиты столицы с моря был выставлен флот из 100 кораблей, а стены Константинополя были укреплены.

#### Восточное направление
На восточной границе у Византии более 150 лет был единственный противник — Конийский султанат, чьи правители организовывали набеги с целью захвата рабов и материальных ценностей.
Мануил Комнин попытался покончить с этой угрозой, но в 1176 году был побеждён в битве при Мириокефале и заключил мирный договор, подтверждавший статус-кво. С приходом к власти Андроника к туркам бежала часть ромейской знати, и султан Кылыч-Арслан II решил приумножить свои владения: его воины захватили Созополь, а также ряд приграничных областей.
В ответ в начале сентября 1185 года императорские послы заключили договор с египетским султаном Саладином, по которому их государства выступали общим фронтом против собственных противников: сельджуков и крестоносцев.

## Потеря власти

### Арест Исаака Ангела

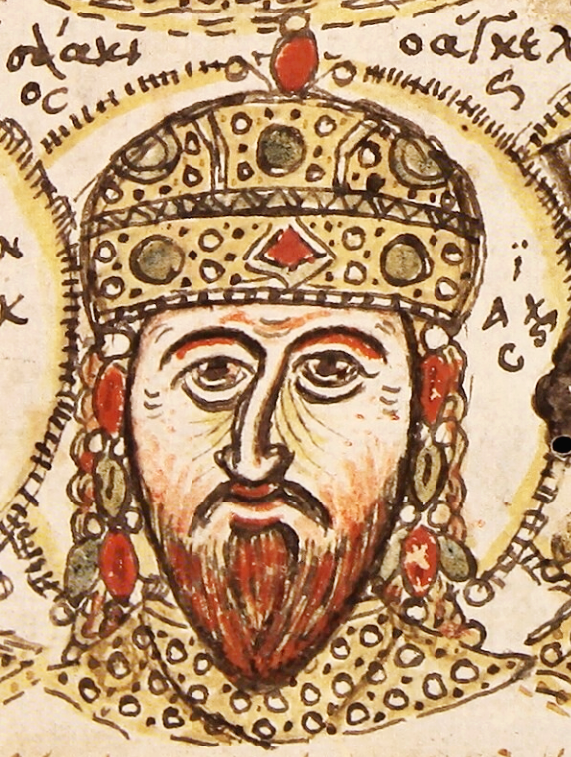
Исаак II Ангел

Напряжённая ситуация в империи к осени 1185 года дала повод Андронику укрепить свою власть, и он назначил соправителем своего сына — Иоанна. Кроме этого, он решил воспользоваться услугами оракула Сефа, который за своё ремесло был ослеплён по приказу Мануила. К пророку обратился Стефан Агиахристофорит и спросил его: «Кто будет царствовать по смерти Андроника или кто похитит у него власть?» Сеф назвал только имя будущего правителя Византии — Исаак, а также то, что власть будет им получена в день Воздвижения Креста Господня (14 сентября). Пророчество рассмешило Андроника: он посчитал своим соперником деспота Кипра Исаака Комнина, а за несколько дней тот не смог бы доплыть до столицы. Предположение о том, что Сеф указал на двоюродного брата базилевса — Исаака Ангела, было отвергнуто самим правителем. Он считал своего родственника неспособным к каким-либо важным делам.
Однако Стефан решил подстраховаться и на всякий случай вечером 11 сентября решил арестовать Ангела. Вместе со своими людьми он отправился во дворец вельможи, однако Исаак в ответ на требование Агиахристофорита сдаться, убил его мечом, а затем поскакал к церкви Святой Софии. Там он провёл ночь, а 12 сентября к нему присоединились родственники и простой люд, уставший от тирании Комнина. Народ предложил короновать Ангела, что и было сделано на месте при участии константинопольского патриарха.
Всё это время Андроник находился в пригородах Константинополя и, узнав о беспорядках, вернулся, попутно призвав подданных сохранять спокойствие. После ознакомления с текущей ситуацией он собрал верные войска — варяжскую гвардию, и организовал оборону в Большом дворце. Император собственноручно участвовал в защите, стреляя из лука в восставший плебс, но сторонники Ангела численно превосходили оборонявшихся и в итоге сломали ворота. Из-за этого Андронику пришлось бежать из дворца, прихватив с собой молодую жену и любовницу Мараптику. Сев на корабль, он решил бежать к Чёрному морю, но в городе Хела из-за штиля был схвачен мятежниками. После этого бывшего правителя доставили в столичную башню Анем.

### Унижение и смерть

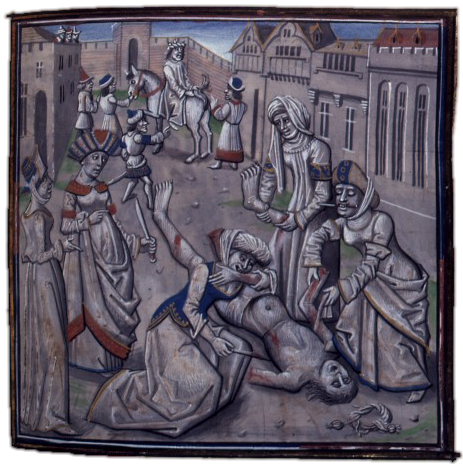
Миниатюра, изображающая унижение и убийство Андроника

В это время Исаак Ангел уже обживал Большой дворец и в благодарность за поддержку раздал простому народу 170 000 солидов, полученных благодаря реформам и экономии его предшественника. Плебс затем разграбил дворцовые храмы. Вскоре новый император переехал во Влахернский дворец, в который и повелел доставить к себе Андроника.
Узник прибыл закованным в двойные цепи и ножные кандалы, и Исаак осмеял его, назвав «первым из тяжеловесов». Гости правителя начали избивать Комнина, вырвали ему бороду, выбили зубы, а потом отрубили секирой правую руку. После этого его возвратили в тюрьму Анемас, где продержали несколько дней без пищи и воды.
Наконец после такого множества мучений и страданий, он с трудом испустил дух, причём болезненно протянул правую руку и провел ею по устам, так что многие подумали, что он сосет каплющую из неё еще горячую кровь, так как рука недавно была отрублена.
Однако муки бывшего императора были не окончены. 12 сентября 1185 года его вытащили из тюрьмы, выкололи правый глаз и, посадив на верблюда, отправили на городскую площадь. Там Андроника уже поджидала столичная чернь, которая начала осыпать его палочными ударами, бросать в свергнутого василевса камнями, при этом понося его родителей.
Затем на ипподроме его привязали к поперечной балке и продолжили истязания. Сам Андроник стоически переносил пытки, лишь шепча «Господи помилуй» и «Для чего вы ещё ломаете сокрушенную трость?», но вскоре умер. Спустя несколько дней тело бывшего императора разрубили на куски и бросили в ипподромную яму. Лишь потом милосердные люди перенесли тело в ров у монастыря Эфор, находившегося вблизи Зиксиппского монастыря.

## Личность
Когда приблизилось время смерти Андроника, эта икона (апостола Павла) источала из глаз слезы. Услышав об этом, Андроник послал с точностью узнать о том. Вместе с другими был назначен для этого и Стефан Агиохристофорит. Поднявшись по лестнице — так как икона стояла вверху,— он отер чистым платком глаза Павла, но из них, подобно очищенным источникам, еще более полились слезы. Подивившись этому виденному им событию, он пошел и рассказал Андронику. Андроник сильно опечалился, покачал головой и, глубоко вздохнув, сказал, что, вероятно, о нем плачет Павел и что это предвещает ему тяжкую беду, так как он сердечно любит Павла и высоко ценит его изречения и, конечно, взаимно любим Павлом.
Фигура Андроника Комнина стала одной из самых необычных и интересных в византийской истории. Его военные и любовные похождения были источником сплетен столичных жителей. При этом он остаётся весьма противоречивым человеком, обладавшим как низкими, так и возвышенными качествами.
Андроник являлся обладателем многих достоинств: силы, храбрости, ловкости, красоты и ума. Но в то же время в наследство от отца ему досталась неуёмная жажда власти, ради которой он был готов пойти на любые преступления.
Как и двоюродный брат Мануил, Андроник был весьма способным человеком, но не обладал терпением и благоразумием. В отличие от своей родни он не был милостив к собственным врагам, а долгие годы изгнаний и лишений увеличили количество понесённых обид. Это сделало Андроника жестоким и мстительным человеком.
Кроме этого, он прославился своими амурными приключениями. Получив репутацию соблазнителя, Андроник не забывал о женщинах и на посту императора, хотя у него уже были молодая жена и любовница. В насмешку над столичными жителями, басилевс вешал на площадях рога убитых им оленей, чем указывал на распутство их жён. За свои развратные действия Андроник получил от горожан прозвище Приап.
Но при этом он был весьма умным и образованным человеком. Как и Мануил, Андроник был знатоком богословия, но не переносил догматические споры, хотя очень ценил послания апостола Павла, которыми украшал собственную речь и письма.

## Семья
Первая жена Андроника — Ирина Айнейадисса (ум. 1151) — родила ему трёх детей:
- Мануил Комнин (1145—1185) — севастократор, вероятно, был женат на грузинской принцессе Русудан. Его сыновья — Алексей и Давид стали основателями Трапезундской империи, и от них пошла династия «Великих Комнинов» (греч. Megaskomnenoi)
- Иоанн Комнин[англ.] (1151—1185) — во время правления своего отца был соправителем.
- Мария Комнина — была прабабушкой Михаила VIII Палеолога.

От второй жены — Феодоры Комнины — у Андроника остались:
- Алексей Комнин
- Ирина Комнина — вышла замуж за Алексея Комнина, побочного сына Мануила I Комнина от Феодоры Вататцины[источник не указан 2570 дней].

## Наследие

Один из вариантов герба рода Андроникашвили: в полурассечённом и пересечённом щите в первой части чёрная башня в золотой поле, во второй золотой двуглавый орёл в червлёном поле, в третьей серебряный корабль влево в чёрном поле

Правление Андроника и сейчас вызывает споры у историков. Его реформы могли возвратить былую стабильность, но борьба с высшей знатью, схожая с опричниной Ивана Грозного, отвратила от него всех сторонников. Себя же новый император считал защитником простого народа. В церкви Сорока Мучеников он приказал изобразить себя в виде простого работника, косою ловившего юношу, изображённого только по плечи. Этим он намекал на свой способ прихода к власти.
После переворота Исаак Ангел отменил абсолютно все указы Андроника, а столичный плебс разрушил посвящённые ему памятники и мозаики. В то же время память о нём сохранилась в народных песнях.
Со смертью Андроника род Комнинов не угас. Его внуки — «отроки с Понта» Алексей и Давид — смогли найти политическое убежище у грузинской царицы Тамары, благодаря которой в апреле 1204 года утвердились в Трапезунде.
Так на руинах Византии появилась Трапезундская империя, где более 250 лет правили представители династии Великих Комнинов, бывших реальными претендентами в борьбе за восстановление поверженного государства. Однако в этом их обошли правители Никейской империи, и Комнины довольствовались титулом императоров Востока, Иверии и Ператии.
По преданию, от Андроника происходит род грузинских князей Андроникашвили.

## Андроник I Комнин в литературе
- Александр Говоров. «Византийская тьма»
- Игорь Можейко. «1185 год. Восток — Запад»
- Умберто Эко. «Баудолино»